# Society Snobs
Society Snobs è un film muto del 1921 diretto da Hobart Henley. 
Prodotto dalla Selznick Pictures Corporation, il film aveva come interpreti Conway Tearle, Martha Mansfield, Ida Darling, Jack McLean, Huntley Gordon.

## Trama

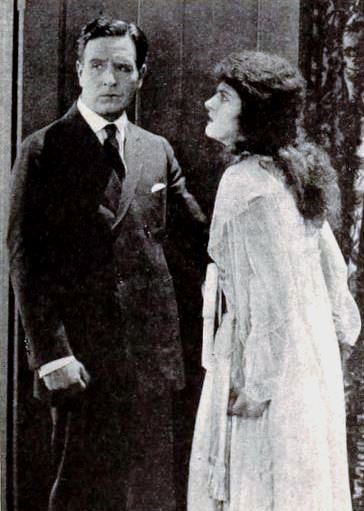
Conway Tearle e Martha Mansfield

L'italo americano Lorenzo Carilo non ha successo nel suo lavoro e finisce per fare il cameriere. La ricca e viziata Vivian Forrester respinge uno dei suoi pretendenti, il ricco Duane Thornton, e questi, volendo vendicarsi della donna che sa sprezzante verso coloro che appartengono a un ceto inferiore al suo, le presenta Lorenzo (che è innamorato di lei) facendolo passare per il duca d'Amunzi. Incoraggiata dalla madre, una donna altrettanto snob e ambiziosa, Vivian accetta la corte del supposto duca fino ad arrivare a sposarlo. La prima notte di nozze, tuttavia, Lorenzo le confessa l'inganno. Vivian, allora, lo lascia, decisa ad annullare quanto prima il matrimonio. Poi, però, torna sui suoi passi: lo perdona e decide invece di restare insieme a lui.

## Produzione
Il film fu prodotto dalla Selznick Pictures Corporation.

## Distribuzione

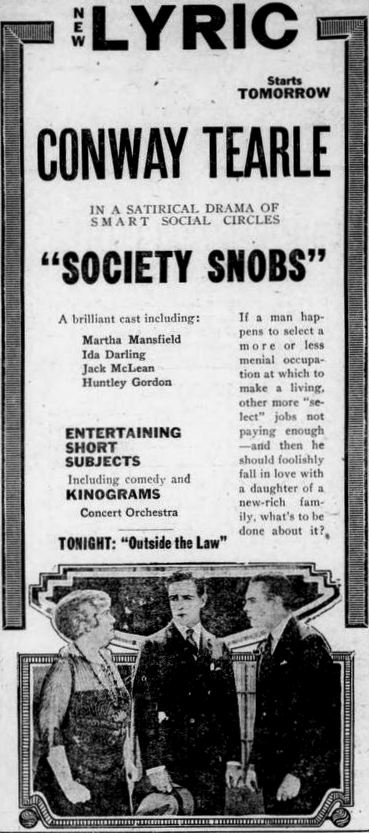
Pubblicità con il cast

Il copyright del film, richiesto dalla Selznick Pictures Corp., fu registrato il 4 febbraio 1921 con il numero LP16083.

Distribuito negli Stati Uniti dalla Select Pictures Corporation e presentato da Lewis J. Selznick, il film uscì nelle sale nel febbraio 1921. Nello stesso anno, uscì anche in Canada, distribuito dalla Canadian Universal Film Company. In Francia, fu distribuito dalla Select Films il 19 maggio 1922 con il titolo Snobisme; nel Regno Unito, dalla European Motion Picture Company l'11 maggio 1926.
Non si conoscono copie ancora esistenti della pellicola che viene considerata presumibilmente perduta.